# Cladosiphon okamuranus
Cladosiphon okamuranus ist eine marine Braunalgen-Art aus der Familie der Chordariaceae. In der japanischen Küche wird sie als Okinawa-Mozuku bezeichnet und verzehrt. Es handelt sich um eine der wirtschaftlich bedeutendsten essbaren Algen.

## Beschreibung
Cladosiphon okamuranus wächst als feine, fadenförmige Alge von bis zu 30 Zentimetern Länge. Infolge der steigenden Nachfrage nach rohem Mozuku wurde die Kultursorte Inoh-no-megumi mit längeren, weicheren Achsen und einer erhöhten Schleimigkeit gezüchtet.
Die Genomgröße von Cladosiphon okamuranus wird auf etwa 140 Mbp geschätzt.
Der Lebenszyklus enthält einen Generationswechsel, wobei der Seetang der Sporophyt ist und der Gametophyt hingegen mikroskopisch klein.

## Vorkommen und Anbau
Diese Algenart ist nur aus Japan bekannt, wo sie um die Ryūkyū-Inseln heimisch ist. Cladosiphon okamuranus wächst im Sublitoral, überwiegend in Tiefen von einem bis drei Metern. Während der fünf bis sechs Monate vom späten Oktober bis zum April wächst es von ein bis zwei Zentimetern auf seine volle Größe von 20 bis 30 Zentimetern, bevorzugt auf Riffflächen in ruhigem Wasser, obwohl eine moderate Wasserströmung nötig ist, um ausreichend Nährstoffe zuzuführen.
Cladosiphon okamuranus wird seit über 35 Jahren im tropischeren Klima der südlichen Inseln Japans in den Präfekturen Kagoshima und Okinawa auf Netzen angebaut und mithilfe von Wasserpumpen geerntet. Die Kultivierung begann in den 1980er Jahren um die Insel Okinawa. Mit Hinblick auf den möglichen Exportmarkt in Japan wurde Cladosiphon okamuranus auch auf den pazifischen Tonga-Inseln angebaut, was aber durch das japanische Überangebot gehemmt wurde.
Zum Anbau werden Sporen vom Sporophyten gesammelt und während des Sommers in transparenten Polykarbonat-Tanks gelagert. Im Herbst werden Samennetze vorbereitet und zu einem Aufzuchtgrund verbracht, bevorzugt seegrasbedeckter oder ähnlicher Meeresgrund mit mäßiger Strömung. Sobald die jungen Sporophyten auf zwei bis fünf Zentimeter Länge gewachsen sind, werden die Netze zu den Hauptanbaugebieten gebracht. Diese haben eine Wassertiefe von bis zu drei Metern bei Ebbe und die Netze werden 30 bis 40 Zentimeter über dem Meeresboden befestigt. Nach etwa 90 Tagen, wenn sie auf 30 Zentimeter Länge gewachsen sind, werden die Algen durch Taucher geerntet, welche sie mit Saugpumpen in einen schwimmenden Korb neben dem wartenden Boot befördern. Der geerntete Seetang muss vor Sonnenlicht geschützt werden. Die Verarbeitung für den Markt beinhaltet Reinigung und Salzen mit 20 bis 25 Prozent Salz. Die Algen werden zum Entwässern 15 Tage lang gelagert, abgetropft und in feuchter, gesalzener Form in Verpackungsgrößen von 250 Gramm bis 18 Kilogramm verkauft.
Der jährliche Ernteertrag von Mozuku (Cladosiphon okamuranus und in weitaus geringerem Umfang Nemacystus decipiens) beläuft sich auf 20 000 Tonnen Frischgewicht (Schätzung von 2006); zwischen 2000 und 2010 lag die jährliche Produktion von Cladosiphon okamuranus jeweils bei 10 000 bis 20 000 Tonnen Frischgewicht. 1995 sorgte die Jahresproduktion von 10 000 Tonnen Nassgewicht für ein Überangebot. Die Mozuku-Produktion in der Präfektur Okinawa macht über 90 Prozent des japanischen Mozuku-Marktes aus.

## Nutzung und Inhaltsstoffe
Cladosiphon okamuranus ist reich an Kohlenhydraten und wird hauptsächlich als Lebensmittel, in Medizin und zur Gewinnung von Alginat verwendet. Bei Verarbeitungsunternehmen ist diese Art aufgrund ihres dicken, harten, weniger schleimigen, salzunlöslichen und ergiebigen Thallus gefragt, um daraus gesalzenes Mozuku herzustellen, eine beliebte Variante in Japan. Gekauftes Cladosiphon okamuranus wird zunächst gewaschen, um das Salz zu entfernen, und anschließend als frisches Gemüse mit Sojasauce oder in Seetangsalaten verzehrt.
Mozuku wird in Japan üblicherweise gekocht, mit Salz und Essig mariniert und kalt als Vorspeise, Salat (gerne auch in farbenfroher Kombination mit anderen Algen wie Undaria pinnatifida, Gloiopeltis- und Gracilaria-Arten, Meristotheca papulosa und Nemacystus decipiens) oder mit Sashimi serviert. Zubereitetes Mozuku hat eine weiche, dickflüssige und leicht schleimige Konsistenz.
In Okinawa wird Mozuku für die Verwendung in der Yakuzen-Küche geschätzt, also für gesunde Kost mit Zutaten aus der traditionellen chinesischen Pflanzenheilkunde. Das Waschen von Mozuku soll die Hände weich halten und vor Trockenheit schützen; diese Wirkung lässt sich auf den Inhaltsstoff Fucoidan, ein Polysaccharid, zurückführen. Fucoidan wies in Laborstudien unter anderem Antikrebseffekte auf, weshalb aus Okinawa-Mozuku gewonnenes Fucoidan als Superfood vermarktet wird.